# 米糠発酵物
米糠発酵物（こめぬかはっこうぶつ）とは、米を精米した際に、白米の副産物として得られるヌカを発酵させたものである。主成分はヌカであり、一般的には肥料となるほか、一部の成分が機能性食品として検討されている。

## 肥料
米糠を発酵させたものは、肥料として利用することができる。米糠の肥料要素、窒素・リン酸・カリの比率 (%) は、2.12 : 4.76 : 1.07であり、バランスは良いが、含有する脂肪等の分解により異臭を発したり、有機酸が発生するため、一般に油粕、腐葉土、木炭、籾殻等と混ぜて発酵させることにより、ボカシ肥として施肥することが多い。
米糠およびその発酵物の土壌への添加により、センチュウ由来の病害が抑制されることが経験的に知られていた。これは、米糠の発酵菌および、発酵により生成された物質が、線虫に対して有害であるためであり、Rhabditis terricola, Panagrellus sp., Meloidogyne incognitaの3種の線虫を用いた実験では Pseudomonas属、Achromobacter属細菌による発酵物が、線虫に対する高い殺性を持つことが報告されている。

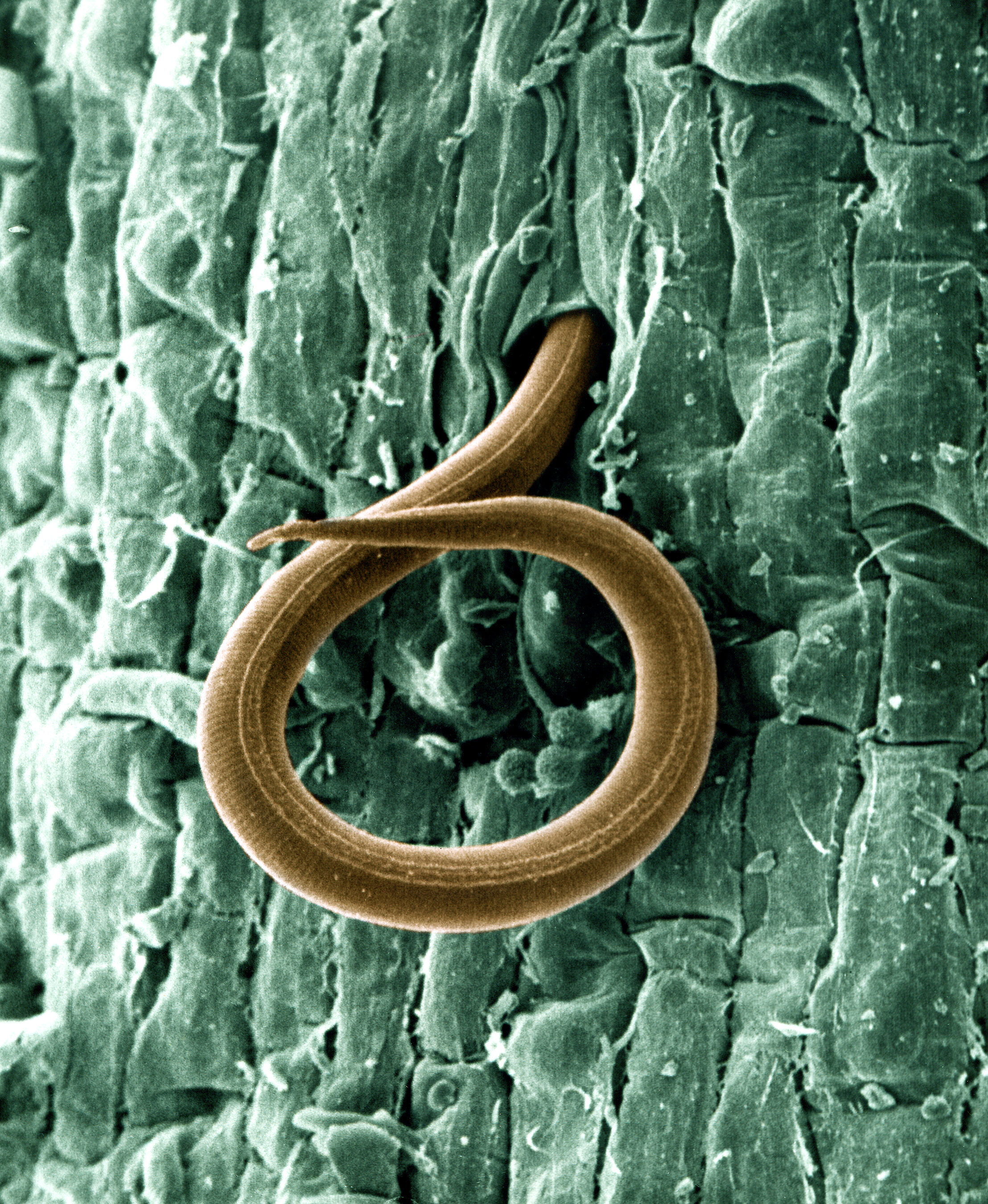
ネコブセンチュウ Meloidogyne incognita
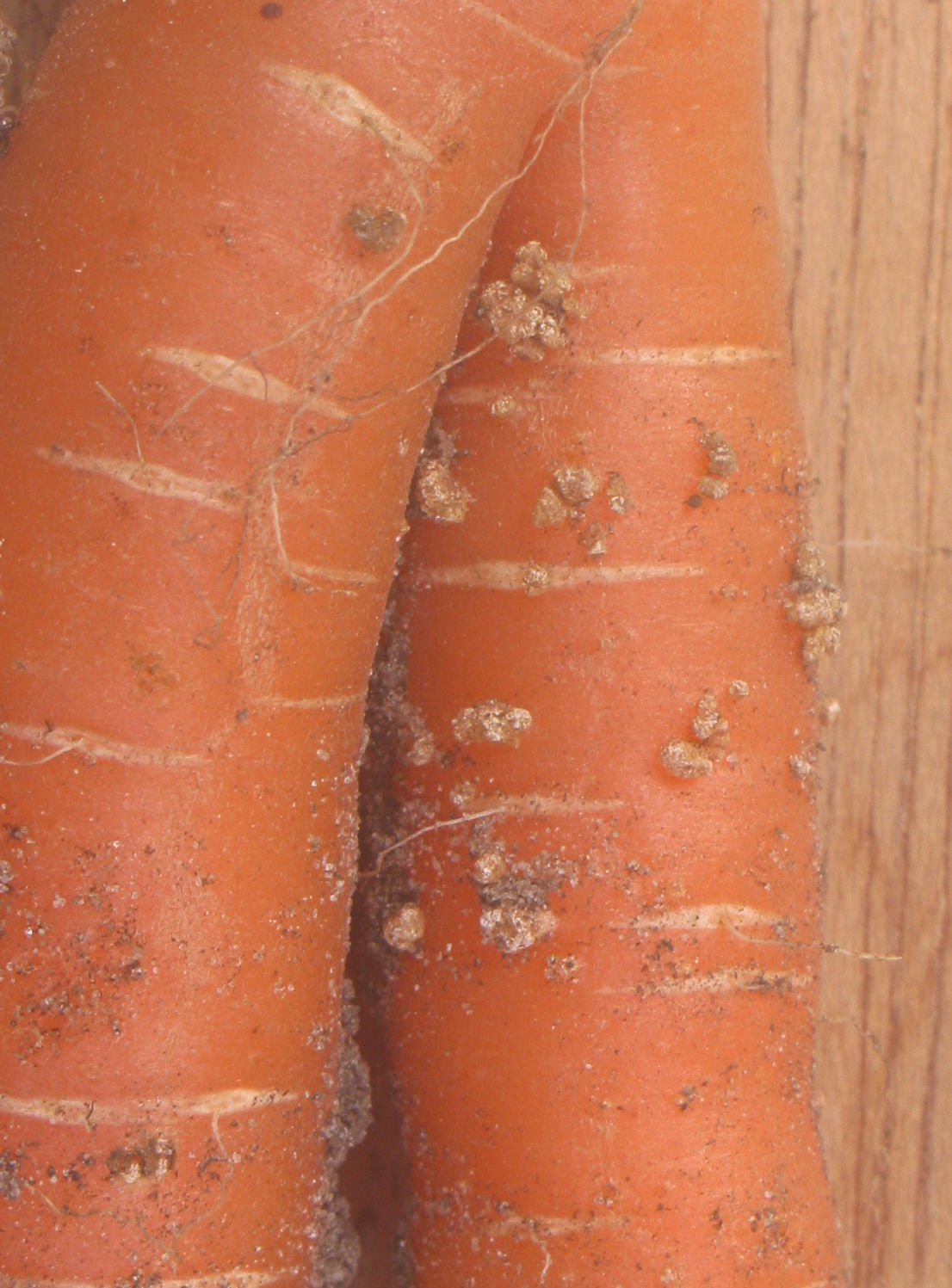
ネコブセンチュウの被害を受けたニンジン

## 食品
米糠は、精米時の副産物ながら高い栄養価を持つため、食品原料、加工原料、食品そのものとして利用される。

### 漬物
糠漬けは、米糠に塩、唐辛子等を混ぜ込んだものを乳酸菌により発酵させ、野菜を漬け込んだもの。

### 健康食品原料
米糠をLactobacillus brevis等で発酵させることで、γ-アミノ酪酸 (GABA) の製造原料となる。これはラットを使った試験では、高血圧の症例改善に効果があるとされる。

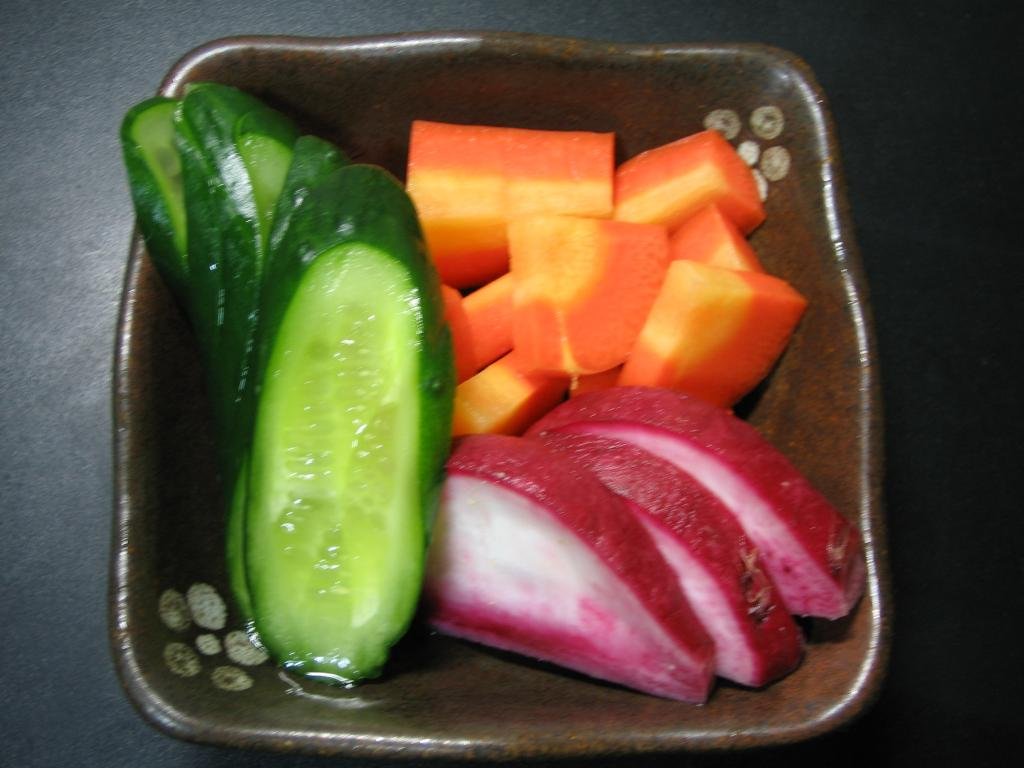
糠漬け
γ-アミノ酪酸 (GABA)

## 米糠発酵液・米のとぎ汁発酵物が放射能を除去するという説について
米糠発酵液には、放射性核種（セシウム、ヨウ素、ストロンチウム等）を特異的に吸着・排出させる成分は含まれておらず、それぞれが蓄積される部位（セシウム：筋肉、ヨウ素：甲状腺、ストロンチウム：骨）は、とぎ汁発酵液や、それに含まれる菌類が通過する腸管からは隔絶されており、吸収された各物質を吸着することはできず、それらを排出・無効化させる効果はない。
さらに、米糠溶液はヒト皮膚常在菌の生育が早いという報告がある。厳密な衛生管理の下で発酵に適した菌の接種等が行われない限り、以下のような菌による腐敗が発生しやすい。病原性を持つものも多く、例えば黄色ブドウ球菌は、食中毒、肺炎、髄膜炎、敗血症といった感染症を惹き起こし、肺炎桿菌は名前の通り、肺炎を起こす。また、Enterococcus faeciumのように抗生物質耐性が高いものに感染した場合、難治性の肺炎等に罹患する可能性がある。これらはしばしば重篤となり、死亡することもある。
| 菌名                             | 培養時間 | 培養時間 | 培養時間 |
| 菌名                             | 24       | 48       | 72       |
| -------------------------------- | -------- | -------- | -------- |
| S. aureus（黄色ブドウ球菌）      | −        | +        |          |
| S. epidermidis（表皮ブドウ球菌） | −        | +        |          |
| E. faecalis（糞便レンサ球菌）    | −        | +        |          |
| E. faecium（腸球菌）             | −        | +        |          |
| C. albicans（口腔常在真菌）      | −        | −        | +        |
| E. coli（大腸菌）                | −        | +        |          |
| K. pneumoniae（肺炎桿菌）        | −        | +        |          |
| K. oxytoca（肺炎病原菌）         | −        | +        |          |
| S. marcescens（セラチア菌）      | −        | +        |          |
| P. vulgaris（腸管常在菌）        | −        | +        |          |
| P. aeruginosa（緑膿菌）          | −        | −        | +        |

放射性ヨウ素対策にはヨウ素剤、放射性セシウム対策にはプルシアンブルー、放射性ストロンチウム対策にはアルギン酸ナトリウムの内服が有効とされている。また、チェルノブイリ原発事故後の報告で、リンゴに含まれるペクチン摂取により放射性セシウムの体内の濃度が減少したという報告があり、今後の研究が待たれる。

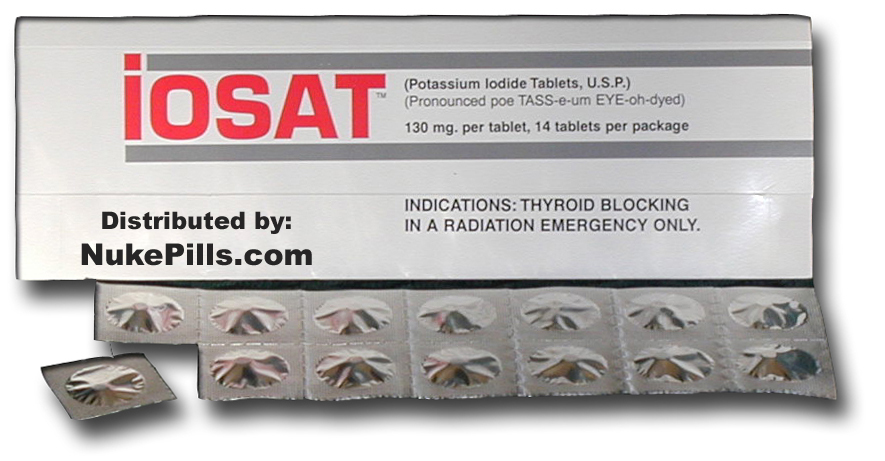
ヨウ素剤
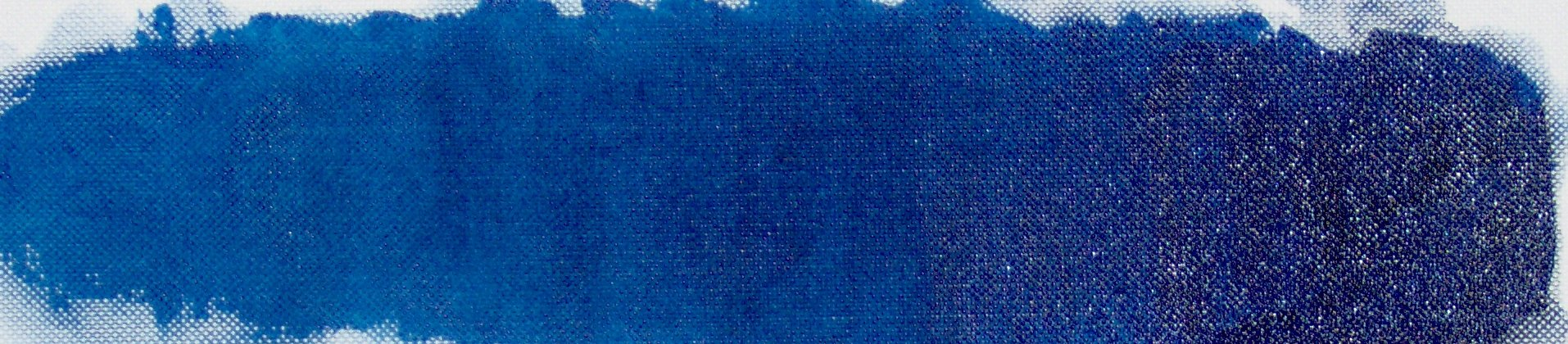
プルシアンブルー
アルギン酸
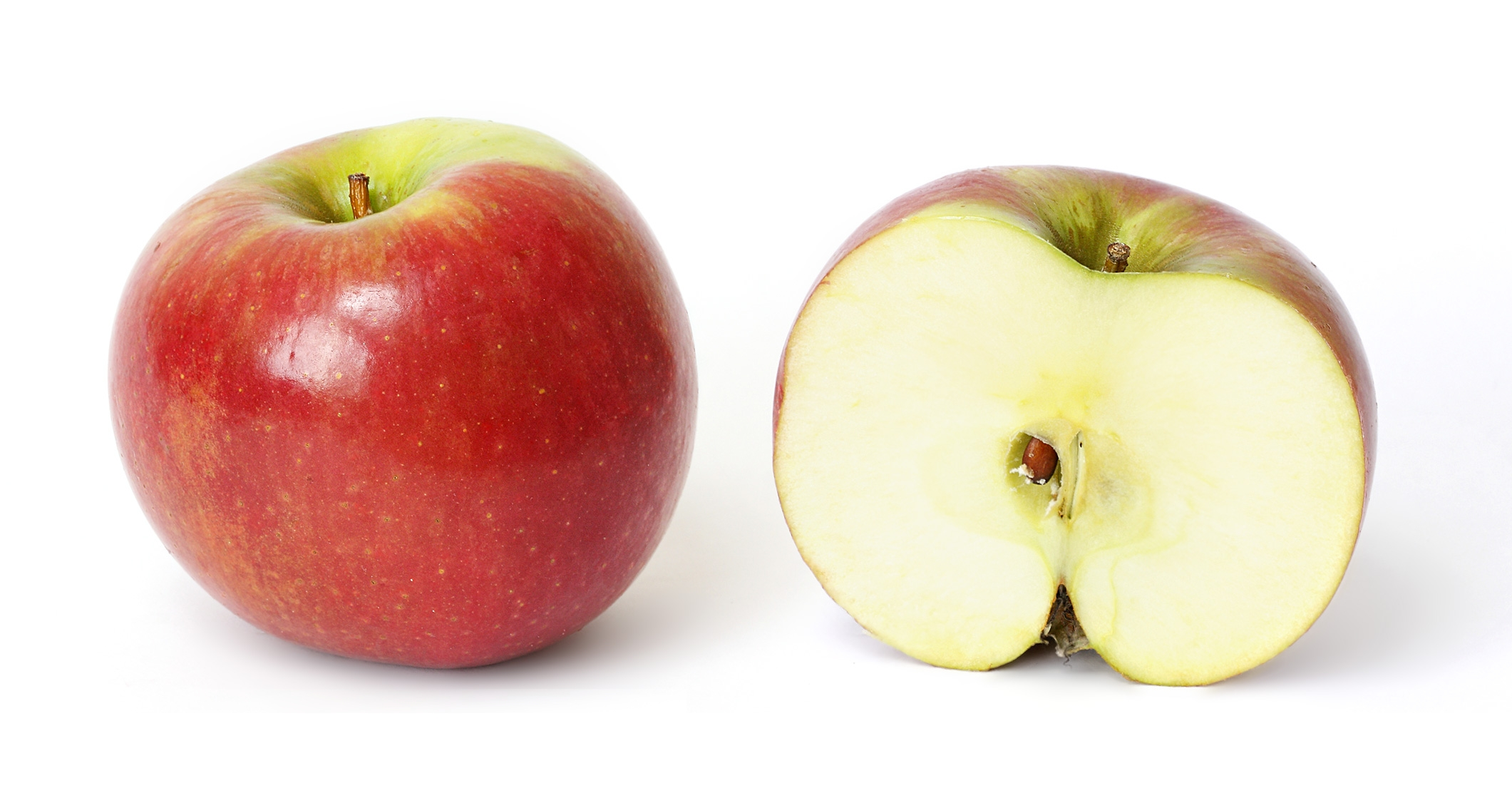
リンゴ（セイヨウリンゴ）